# Liliana Lev
Liliana Lev (russisch Лилиана Лев) ist eine russische Sängerin und Schauspielerin.
Als Sängerin tritt sie unter dem Namen „LiLi Lev“ auf.
2014 spielte sie in den amerikanischen Filmen Club Lingerie und Halloween Hell mit. Im deutschen Fernsehen war sie bei n-tv deluxe zusammen mit ihrem Lebensgefährten Konstantin Shcherbinin zu sehen.